# 馬斯卡廷縣
馬斯卡廷縣（英語：Muscatine County）是一個位于美國愛阿華州的縣。面積1,149平方公里。根据美國2000年人口普查，共有人口41,722人。縣治馬斯卡廷（Muscatine）。
成立於1836年12月7日。縣名來自密西西比河上一個被福克斯人稱為「草原島」的島嶼。